# USS Stickleback (SS-415)
Za druga plovila z istim imenom glejte USS Stickleback.
USS Stickleback (SS-415) je bila jurišna podmornica razreda balao v sestavi Vojne mornarice Združenih držav Amerike.
Med drugo svetovno vojno je podmornica opravila 1 bojno patruljo; sodelovala pa je tudi v korejski vojni.
USS Stickleback se je potopila po nesrečnem trčenju z eskortnim rušilcem USS Silverstein (DE-534).